# Фолкнер (округ)
Фо́лкнер (англ. Faulkner County) — округ, расположенный в штате Арканзас, США с населением в 86014 человек по статистическим данным переписи 2000 года. Столица округа находится в городе Конуэй.
Округ Фолкнер был образован 12 апреля 1873 года из территорий округов Конуэй, Пьюласки и получил своё название в честь полковника Конфедеративных Штатов Америки Сэнфорда Фолкнера.

## География
По данным Бюро переписи населения США округ Фолкнер имеет общую площадь в 1720 квадратных километров, из которых 1676 кв. километров занимает земля и 44 кв. километра — вода. Площадь водных ресурсов округа составляет 2,50 % от всей его площади.

### Соседние округа
- Клиберн — северо-восток
- Уайт — восток
- Лонок — юго-восток
- Пьюласки — юг
- Перри — юго-запад
- Конуэй — запад
- Ван-Бьюрен — северо-запад

## Демография

Диаграмма распределения населения округа по возрастным диапазонам. Данные переписи населения 2000 года

По данным переписи населения 2000 года в округе Фолкнер проживало 86 014 человек, 22 444 семьи, насчитывалось 31 882 домашних хозяйства и 34 546 жилых домов. Средняя плотность населения составляла 53 человека на один квадратный километр. Расовый состав округа по данным переписи распределился следующим образом: 88,33 % белых, 8,48 % чёрных или афроамериканцев, 0,52 % коренных американцев, 0,72 % азиатов, 0,03 % выходцев с тихоокеанских островов, 1,23 % смешанных рас, 0,68 % — других народностей. Испано- и латиноамериканцы составили 1,75 % от всех жителей округа.
Из 31 882 домашних хозяйств в 35,70 % — воспитывали детей в возрасте до 18 лет, 56,70 % представляли собой совместно проживающие супружеские пары, в 10,20 % семей женщины проживали без мужей, 29,60 % не имели семей. 22,50 % от общего числа семей на момент переписи жили самостоятельно, при этом 6,90 % составили одинокие пожилые люди в возрасте 65 лет и старше. Средний размер домашнего хозяйства составил 2,57 человека, а средний размер семьи — 3,04 человека.
Население округа по возрастному диапазону по данным переписи 2000 года распределилось следующим образом: 25,60 % — жители младше 18 лет, 15,30 % — между 18 и 24 годами, 30,10 % — от 25 до 44 лет, 19,50 % — от 45 до 64 лет и 9,50 % — в возрасте 65 лет и старше. Средний возраст жителей округа составил 31 год. На каждые 100 женщин в округе приходилось 95,50 мужчины, при этом на каждых сто женщин 18 лет и старше приходилось 92,30 мужчины также старше 18 лет.
Средний доход на одно домашнее хозяйство в округе составил 38 204 доллара США, а средний доход на одну семью в округе — 45 946 долларов. При этом мужчины имели средний доход в 32 288 долларов США в год против 24 428 долларов США среднегодового дохода у женщин. Доход на душу населения в округе составил 17 988 долларов США в год. 7,90 % от всего числа семей в округе и 12,50 % от всей численности населения находилось на момент переписи населения за чертой бедности, при этом 12,90 % из них были моложе 18 лет и 12,00 % — в возрасте 65 лет и старше.

## Главные автодороги
- I-40
- US 64
- US 65
- AR 25
- AR 36
- AR 60
- AR 89

## Населённые пункты

### Города
- Конуэй
- Гринбрайер
- Холланд
- Мейфлауэр
- Куитмен

### Посёлки
- Дамаскас
- Энола
- Гай
- Маунт-Вернон
- Твин-Гровс
- Вилония
- Вустер